# Réserve de faune d'Ouandja-Vakaga
Réserve de faune d'Ouandja-Vakaga är ett viltreservat i Centralafrikanska republiken. Det ligger i den nordöstra delen av landet, 700 km nordost om huvudstaden Bangui. Arean är 480 000 hektar. Reservatet upprättades 1925.